# Michal Kraus (1930)

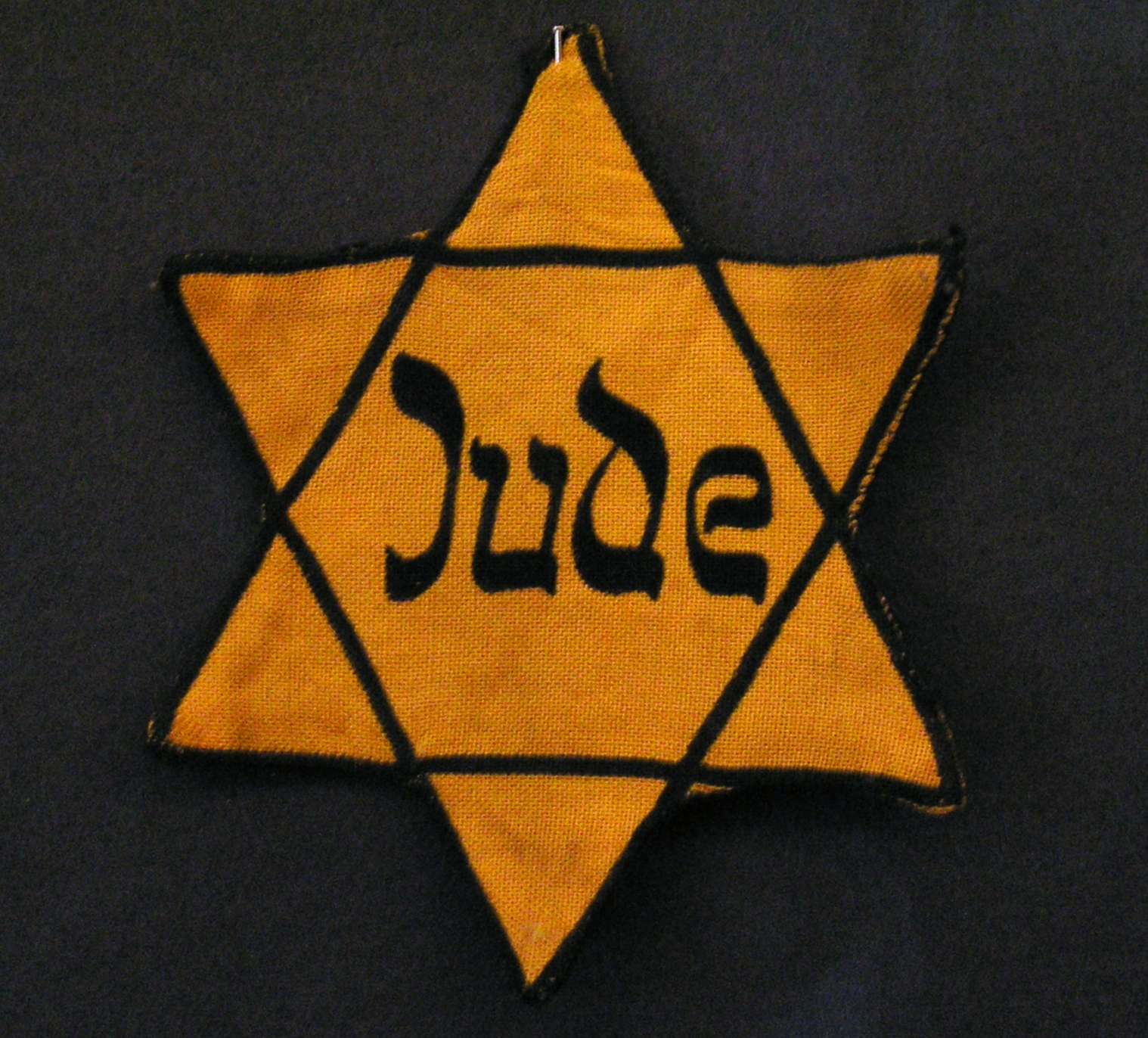
Davidova hvězda, kterou museli nosit Židé za druhé světové války viditelně našitou na svém oblečení

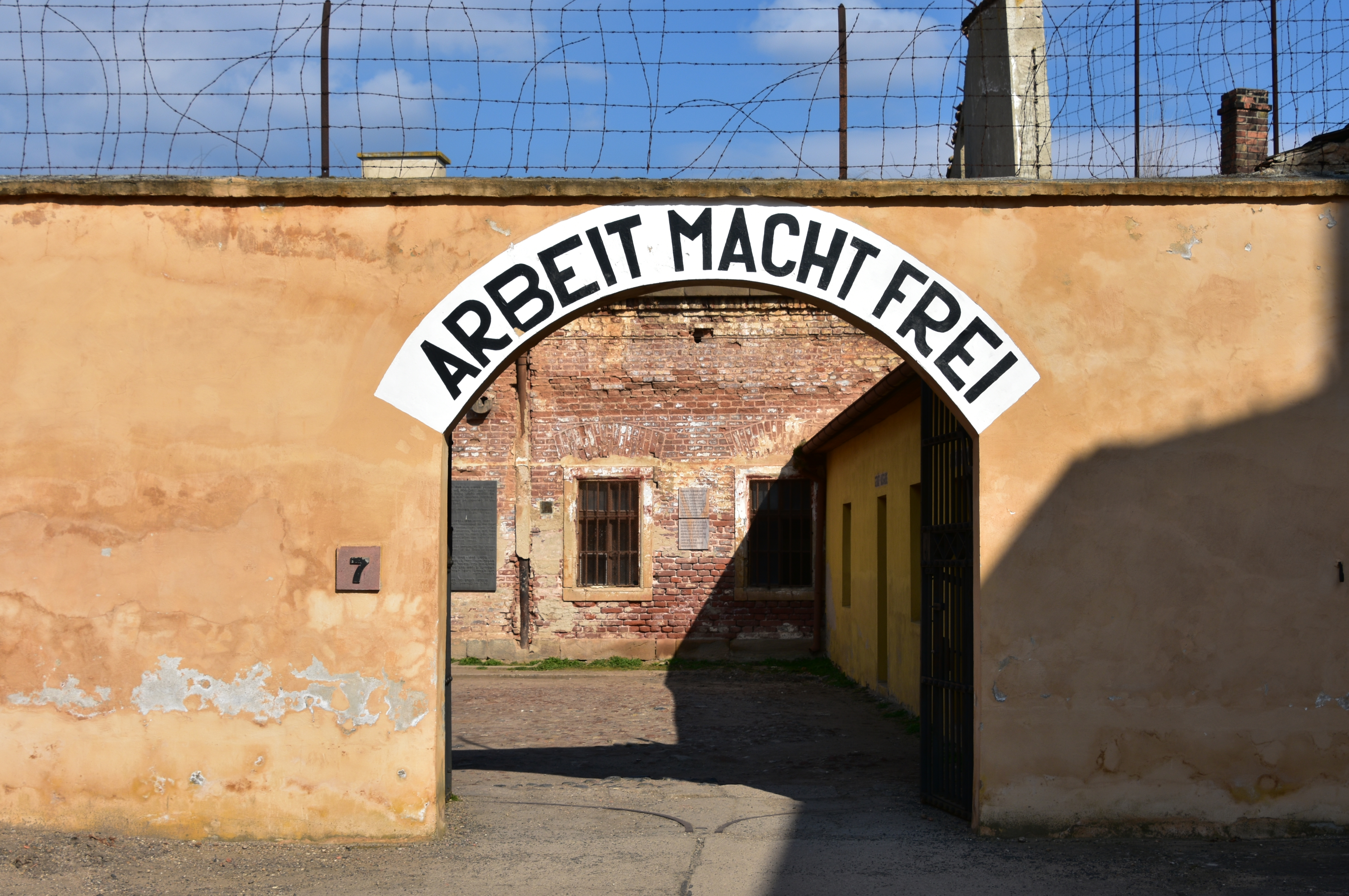
Ghetto Terezín (2016)

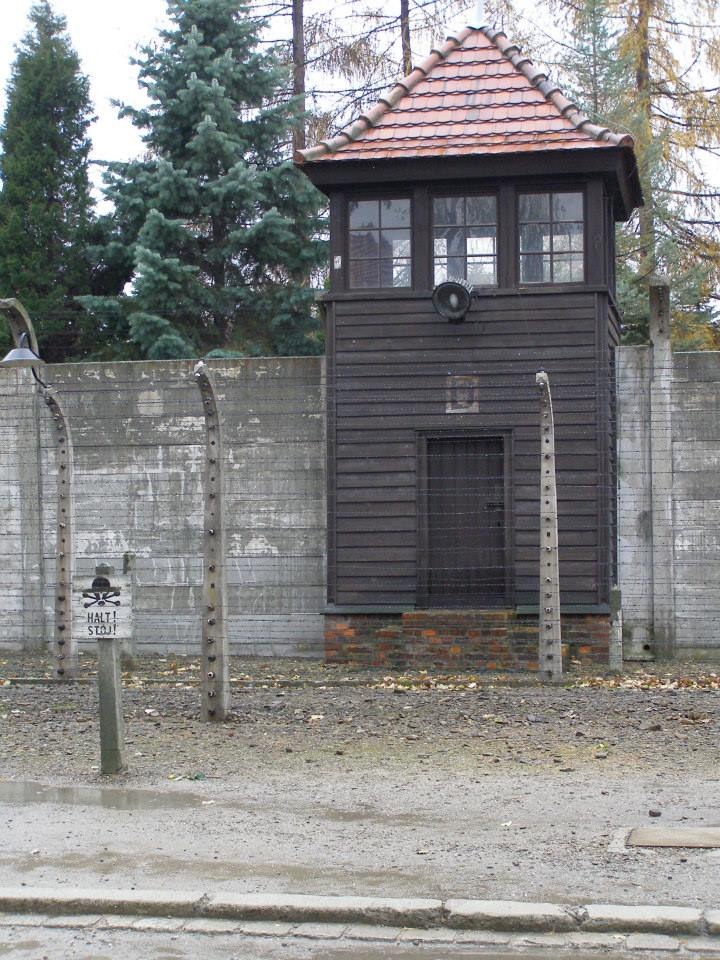
Strážní věž v Birkenau s cedulí (2014)

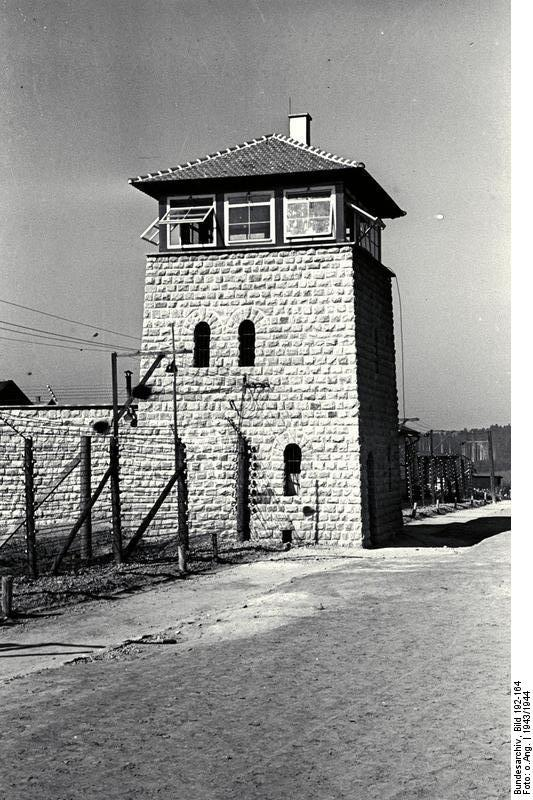
Mauthausen, strážní věž u bloku číslo 5 (1943–1944)

Michal Kraus (Michael J. Kraus) (28. června 1930, Náchod  – 17. prosince 2018, Needham (Boston), Massachusetts, USA) byl českoamerický architekt, autor vzpomínkové literatury a několika knížek určených dětem.

## Život

### Rodinné zázemí a škola (1930–1942)
Michal Kraus přišel na svět 28. června 1930 jako jediný potomek manželů Krausových v trutnovské porodnici, ale oficiálním místem jeho narození byl Náchod.  Narodil se do židovské rodiny. Otcem Michala Krause byl náchodský praktický lékař (a specialista na kožní nemoci) Karel Kraus (8. května 1891 – 11. července 1944), syn náchodského obchodníka s textilem Josefa Krause a jeho druhé manželky Wilhelminy (rozené Frankové). Jeho otec Karel Kraus vystudoval (v letech 1901 až 1908) německé benediktinské gymnázium v Broumově a v roce 1910 získal lékařský diplom na univerzitě ve Vídni. Matkou Michala Krause byla Lotte (Lola) (rozená Goldschmidová) (26. března 1898 – 8. ledna 1945), dcera náchodského obchodníka Maxe Michaela Goldschmida a Matildy (rozené Neumannové). Dne 14. března 1928 oddal jeho rodiče v Náchodě český rabín dr. Gustav Sicher. V září roku 1936 nastoupil Michal Kraus do 1. třídy Obecné školy chlapecké T. G. Masaryka v Náchodě. Podepsání Mnichovské dohody jej zastihlo na podzim roku 1938 jako žáka 3. třídy a po nastolení protektorátu si před prázdninami roku 1939 přinesl domů na posledním svém vysvědčení samé výborné. Postupné zavádění norimberských zákonů už mu neumožnilo pokračovat dále ve školní docházce, jeho otec mohl léčit výlučně jen židovské pacienty.  Opatření proti židům se postupem doby víc a víc stupňovala  V Náchodě a dalších obcích byl 5. června 1941 proveden soupis všech zde žijících Židů (základ pro následnou deportaci do ghett a koncentračních táborů). Otcův bratr Arnold a jeho manželka Bianka (Bianca) Krausová se museli vystěhovat ze svého bydliště a v prosinci roku 1941 našli dočasné útočiště ve vile Krausových, ale již v květnu 1942 museli Krausovi svůj dům opustit a přestěhovat se do jedné místnosti bez vody v náchodské Židovské ulici. Dne 14. prosince 1942 začal hromadný odsun židovského obyvatelstva z Náchodska a do transportu „Ch“ do terezínského ghetta byli k tomuto datu zařazeni i Krausovi.

### Terezín (1942–1943)
Z náchodského nádraží bylo 14. prosince 1942 deportováno do terezínského ghetta asi 250 osob. Na první zastávce v Hradci Králové jim bylo odebráno zlato, stříbro, cenné předměty a peníze a každá z transportovaných osob obdržela číslo, které si musela pověsit kolem krku. (Michal Kraus měl číslo „Ch 320“.) Zastávka v Hradci Králové trvala dva dny a poté vlak pokračoval přes Prahu do Terezína. Z bohušovického nádraží následoval hodinový pochod do ghetta. Michal Kraus v Terezíně žil nejprve společně s matkou v domě „L-425“, následně pak v Hannoverských kasárnách v domově pro chlapce, později se přestěhoval do „Q-609“. První číslo časopisu „Kamarád“, jehož redaktorem byl Ivan Polák z Náchoda, vyšlo 29. října 1943 a Michal Kraus v něm začal uveřejňovat na pokračování svůj román „Poklad Ralpha Langdona“. Jeho činnost byla ale přerušena 14. prosince 1943, kdy byli Krausovi transportem „Dr“ deportováni z terezínského ghetta do rodinného tábora v Osvětimi II Birkenau. 

### Birkenau (1943–1945)
Dne 17. prosince 1943 o půl dvanácté v noci dorazil vlak na místo určení (Birkenau). V rodinném táboře BIIb byli lidé jak ze starého transportu z Terezína (ze září 1943) tak i z prosincového, jímž dorazil i Michal Kraus. Setkal se zde i s vedoucím mládeže Fredy Hirschem (ten přijel z Terezína se zářijovým transportem), který již v Terezíně (a stejně i zde v Birkenau) vymohl pro děti mnoho úlev a umožnil jim provozovat sport i jiné činnosti. Michal Kraus již od února 1944 chodil na celé dny pracovat (bylo mu třináct a půl roku). Dne 7. března 1944 bylo mnoho osob ze zářijového transportu přemístěno do karanténního tábora BIIa (a následujícího dne 8. března 1944 usmrceno v plynových komorách). S nimi zahynul i Fredy Hirsch. (Obdobným způsobem končily všechny transporty, které přijížděly do Birkenau, z Polska, Itálie, Maďarska a z jiných států obsazených Němci.) Michal Kraus byl spolu s dalšími 88 chlapci vybrán na práci poslíčků při likvidaci tzv. rodinného tábora v Osvětimi II dne 6. června 1944.  S přibližující se frontou zahájili Němci evakuaci koncentračního tábora Osvětim a Michal Kraus byl zařazen dne 18. ledna 1945 do transportu smrti. Tehdy absolvoval třídenní 90 km dlouhý pochod smrti k železniční zastávce v Loslau (dnes Wodzisław Śląski) a následně přežil čtyřdenní cestu vlakem v otevřených vagonech v mrazu, bez jídla a teplého oblečení do koncentračního tábora Mauthausen.

### Mauthausen a Zeltlager (1945)
Po necelých dvou měsících pobytu v Mauthausenu (od února 1945 do dubna 1945) byl Michal Kraus z tábora „2“ poslán do pobočného tábora v Melku, ale koncem dubna 1945 byl opět vrácen do Mauthausenu (do tábora „3“), odkud byl posléze přemístěn do tzv. „Zeltlageru“ (přezdívaného „tábora mrtvých“), kde s ostatními vězněnými prožil deset dní o hladu, zimě, bez pokrývek v barácích s hliněnou podlahou obklopených kalužemi vody. Dne 28. dubna 1945 se dostal do třídenního 60 kilometrového pochodu smrti z Mauthausenu do pobočného tábora v Gunskirchenu, kde se ve dnech 5. května až 6. května 1945 dočkal osvobození americkou armádou.

### Po druhé světové válce (1945–1948)
Michal Kraus druhou světovou válku přežil, ale jak oba jeho rodiče, tak i většina jeho příbuzných nikoliv. Po skončení druhé světové války si svoje čerstvé zážitky doplnil do deníku, který si během věznění vedl a který neplánoval „nikdy“ zveřejnit (viz dále). Po osvobození Československa se musel nejprve léčit ve vojenské nemocnici v Hörschingu u Lince, protože v zajetí onemocněl tyfem. V červnu 1945 se vydal na cestu domů přes Linec, Melk, Vídeňské Nové Město a odtud pěšky asi 100 km do Bratislavy. Vlakem do Prahy dorazil přesně na den svých patnáctých narozenin tj. 28. června 1945, ale svoji první noc v hlavním městě strávil (jako bezprizorní) pod stolem na Masarykově nádraží. Druhý den se dozvěděl, že ani jeho otec a ani jeho matka nežijí a jako sirotka bez jakýchkoliv finančních prostředků, majetku, příbuzných a bez možnosti vrátit se domů se jej ujal Přemysl Pitter, jenž Michala další den dovezl do ozdravovny v Kamenici u Prahy (a později do Štiřína). Na studia se začal Michal připravovat v srpnu 1945 poté, co našel útočiště v České Skalici u Věry Lövenbachové. Nakonec zakotvil v Náchodě, kde se patnáctiletého hocha ujala rodina Rudolfa Becka a jeho ženy Vilmy Beckové. U Beckových žil od září 1945 do jara 1948. Náchodské gymnázium studoval Michal Kraus až do jara 1948, ale ještě před maturitou díky americké židovské organizaci Joint Distribution Committee (JDC) jako sirotek v létě roku 1948 emigroval do Kanady.

### V emigraci (1948–2018)
V Kanadě dokončil středoškolská studia a navázal na ně (od září 1949) studiem architektury na McGillově univerzitě v Montrealu. V září roku 1951 se přestěhoval do domu svého bratrance Františka Krause v americkém New Jersey, pokračoval ve studiu v New Yorku na Kolumbijské univerzitě a po absolutoriu v roce 1955 pracoval jako architekt. Studijní cestou po Evropě (od září 1957 do června 1958) načerpal odbornou praxi v oboru architektura. Jako architekt pak dále pracoval (od října 1959 do dubna 1964) v Londýně a poté v Ženevě. Tady se seznámil se svojí budoucí manželkou (sňatek v květnu 1963 v Tel Avivu, svatební cesta do Prahy a do Náchoda) – studentkou medicíny Ilanou Eppensteinovou. V roce 1964 se manželé Krausovi přistěhovali do New Yorku, kde se jim narodila dcera Dana. Po roce 1967 žili nejprve v městě Brookline (Massachusetts) nedaleko Bostonu a narodila se jim druhá dcera Tamara. Michal Kraus pracoval dlouhá léta v architektonické společnosti Stubbins Associates (později Jacobs) a to až do roku 2014, kdy dovršil 84 let věku. Michal Kraus byl dědečkem jednoho vnoučka a třech vnuček (žijí ve Vermontu a v Kalifornii). Na svých cestách do Evropy (manželé Krausovi rádi cestovali) nezapomínal zavítat do Náchoda. Za podpory náchodského muzea a přátel vydal v roce 2012 knižně svoje zážitky z nacistických koncentračních táborů z druhé světové války pod názvem Deník 1942-1945  (v anglickém překladu vyšla kniha pod názvem Drawing the Holocaust, protože obsahuje i Krausovy dětské kresby; dílo bylo přeloženo do několika jazyků). Michal Kraus zemřel 7. prosince 2018 v Needhamu (Boston, Massachusetts, USA).

## Publikační činnost
- Kraus, Michal a Čtvrtečková, Alena, ed. Deník 1942-5: (zápisky patnáctiletého Míši Krause, který přežil holocaust). Vydání 1. Kroměříž: Kvartus Media, Náchod: Regionální muzeum, 2012. 112 stran. ISBN 978-80-904916-2-5.
- Kraus, Michal. Drawing the Holocaust: a teenager's memory of Terezín, Birkenau, and Mauthausen. Cincinnati: Hebrew Union College Press, 2016, ©2016. 128 stran. ISBN 978-0-8229-4455-3.
- Kraus, Michal. Dědovy říkanky: Zvířátka. 1. vydání. Praha: Fragment, 2013. 55 stran. edice: Dědovy říkanky. ISBN 978-80-253-1907-9.
- Kraus, Michal. Dědovy říkanky: Roční období. 1. vydání. Praha: Fragment, 2014. 53 stran. edice: Dědovy říkanky. ISBN 978-80-253-1906-2.